# Zacharias Pomp
Zacharias Pomp, född 1724 i Falun, Dalarna, död 26 februari 1791 på Åbylund sätesgård, Romfartuna socken, Västmanland, var en svensk kronofogde, brukspatron och godsägare.
Han var son till komminister Peter Israelsson Pomp (1672-1749) och Maria Holén (1688-1760) samt gift första gången före 1763 med Anna Maria Ternsten (1727-1767) och andra gången från 1773 med  Beata Lovisa Pistolsköld (1750- 1809) som var dotter till ryttmästaren Carl Pistolsköld. Makarna fick fyra barn, varav dottern Maria Margareta Pomp (1766-1806) gifte sig 1787 med Johan Ludvig Bogislaus von Greiff (1757-1828).
Sunnansjö hytta grundades av bergsmän från trakten runt Sunnansjö som en andelshytta men under mitten av 1700-talet släpptes ägarstrukturen fri så att inte enbart bergsmän kunde bli hyttägare. Kronobefallningsmannen Zackarias Pomp blev då ägare till en femtedel av hyttan då han köpte bergsmannen Anders Månsson hyttdel och hans bergsmansgård. Månsson fick stanna kvar på gården som arrendator. Han köpte därefter 1/6 av stångjärnssmidet av bergsmän som skuldsatt sig hos olika förläggare i köpstäderna. Trots att Pomp var kronofogde och ej bergsman skötte han sin bergsmanssyssla med framgång och berömdes för att genom urval av malmer förbättrat järnets kvalitet. Pomps köp innebar att nytt kapital och nya kunskaper om järnframställning tillfördes Sunnansjö hytta. Driften skedde året om, smeder anställdes och det upprättades hyttkontrakt där arbetskraft i hyttan bands upp för längre tidsperioder. I Abraham Hülphers beskrivning över sin dalaresa 1757 finns uppgifter om ett besök hos Pomp i Sunnansjö. På en sliten och otydlig karta över Sunnansjö från 1759 bevarad på Falu lantmäteri kontor kan man se en markering för den östra flygeln, som tillkom omkring 1650 medan den nuvarande herrgårdsbyggnaden och västra flygeln ej fanns utritade. När Pomp flyttade från Sunnansjö 1762 övertogs hans egendom och bruksrörelse av Carl Gustaf Cedercreutz som under åren 1763—1764 lyckades lösa in de andra ägarandelarna så att Ludvika bruk blev ensam ägare till Sunnansjö bruk. 1775 köpte han Åbylunds säteri av majoren Carl Jakob Sparfwenfeldt. Han drev gården fram till 1791, då svärsonen Johan Ludvig Bogislaus von Greiff och dottern Maria Margareta tog över sätesgården.